# Beta Cancri
Ne doit pas être confondu avec Alterf.
Désignations
Beta Cancri (β Cnc / β Cancri, Bêta du Cancer) est l'étoile la plus brillante de la constellation zodiacale du Cancer. 

## Nomenclature
Tarf est le nom propre de l'étoile adopté par l'Union astronomique internationale (UAI). Ce nom est d’apparition récente : Richard Hinckley Allen note Al Tarf pour cette étoile, peut-être à partir de Christian Ludwig Ideler (1806) qui indique écrit El-terf, interprété à tort comme « l’Extrémité », pour β Cnc. En fait l’arabe الطرف al-Ṭarf qui est, au départ, « le Regard » se rapporte au couple β Cnc + λ Leo qui constitue la IXe des (manāzil al-qamar) ou « stations lunaires », ce qui lui vaut de figurer dès l’an mil dans les listes latines de ces stations, sous les formes Altaf, puis Altharaf, etc. Dans le ciel des Arabes, ce couple a très tôt été intégré dans la figure du Superlion et interprété comme عيننا الاسد ᶜAynā l-Asad, « les Yeux du Lion » (voir aussi l’étoile λ Leo).

## Propriétés
β Cancri est située à environ 290 années-lumière de la Terre. C'est une étoile géante orange, précisément du type K4 III, de magnitude apparente +3,50 et de magnitude absolue -1,31 dans le visible. La notation « Ba0.5 » à la fin de son spectre, derrière sa classe de luminosité, indique qu'il s'agit d'une étoile à baryum, qui montre un enrichissement en baryum dans son spectre.
Elle possède deux faibles compagnons de 14e magnitude, désignés β Cancri B et C ; par conséquent, l'étoile primaire est elle-même désignée β Cancri A. En date de 2016, la composante B est située à une distance angulaire de 29,5 secondes d'arc et à un angle de position de 293° de l'étoile primaire, tandis que la composante C est située à une distance angulaire de 70,5 secondes d'arc et à un angle de position de 38° de l'étoile primaire.
β Cancri B semble être une naine rouge. Elle partage un mouvement propre commun avec β Cancri A et elle lui est ainsi probablement physiquement liée. Si c'est le cas, elle est située à environ 26 000 ua de l’étoile primaire et il lui faudrait 76 000 ans pour compléter une orbite.

## Beta Cancri b
Beta Cancri A est l'objet primaire d'un système planétaire dont l'unique objet secondaire connu est Beta Cancri b, une planète confirmée,.